# Hard Candy (Counting Crows)
Hard Candy è il quarto album in studio dei Counting Crows, pubblicato nel 2002.

## Il disco
L'album include la traccia nascosta Big Yellow Taxi, una re-interpretazione del brano di Joni Mitchell. L'incisione originale contenuta nell'album attirò l'attenzione di un produttore, che la inserì nella colonna sonora del film Two Weeks Notice - Due settimane per innamorarsi in una nuova versione con la parte cantata di Vanessa Carlton. Il brano, estratto come singolo, divenne un successo commerciale per la band. La canzone Holiday in Spain fu re-interpretata con la band olandese BLØF, diventando una hit nei Paesi Bassi.

## Tracce
1. Hard Candy – 4:23
2. American Girls – 4:37
3. Good Time – 4:26
4. If I Could Give All My Love -Or- Richard Manuel Is Dead – 3:55
5. Goodnight L.A. – 4:20
6. Butterfly in Reverse – 2:50
7. Miami – 5:03
8. New Frontier – 3:54
9. Carriage – 4:07
10. Black and Blue – 3:57
11. Why Should You Come When I Call? – 4:40
12. Up All Night (Frankie Miller Goes to Hollywood) – 5:10
13. Holiday in Spain – 3:51
14. Big Yellow Taxi (traccia fantasma) – 3:47

Tracce bonus nell'edizione britannica
1. 4 White Stallions – 4:20
2. You Ain't Going Nowhere – 4:07
3. Big Yellow Taxi (traccia fantasma) – 3:47